# Sterculia kayae
Sterculia kayae là một loài thực vật có hoa trong họ Cẩm quỳ. Loài này được P.E.Berry mô tả khoa học đầu tiên năm 2005.